# برايان جونز (موظف مدني)
برايان جونز (بالإنجليزية: Brian Jones)‏ هو موظف مدني بريطاني، ولد في 24 أغسطس 1944، وتوفي في 10 فبراير 2012.